# 報恩寺 (豊川市)
報恩寺（ほうおんじ）は愛知県豊川市にある曹洞宗の寺院。山号は大同山、本尊は地蔵菩薩。

## 歴史
大同2年（807年）の創建で、開基は報恩法師と伝わる。元々は真言宗の寺であったが、弘治2年（1556年）に東漸寺4世・大甫一巨によって曹洞宗に改められた。

## 札所
- 三河国准四国八十八カ所第14番[4]
- 穂の国観音霊場第3番

※ また、江戸時代に開創された三河西国三十三観音霊場の札所であったが、霊場としては廃れた。

## 文化財

### 報恩寺の絵馬
寛永7年（1630年）に吉田村の長松が奉納した絵馬で、描かれている白馬は狩野元信の手によるものと伝わる。縦61.5センチ、横90.3センチあって市内に残る絵馬としてはかなり古い。絵馬から馬が抜け出して周辺の畑で麦を食い荒らしたことから寺の住職が馬の脚に灸をすえて、それ以降は畑を荒らすことは無くなったという言い伝えが残る。

### 報恩寺の俳諧奉納額
元禄14年（1701年）のものとされる奉納額。

### 報恩寺の鰐口
明応7年（1498年）のものとされる鰐口。
1998年（平成10年）3月3日、絵馬・奉納額・鰐口の3点は市の有形文化財に指定された。